# Daniela Leaños
Daniela Leaños Luna (ur. 27 czerwca 1981) – meksykańska zapaśniczka w stylu wolnym. Zajęła szóste miejsce na igrzyskach panamerykańskich w 2003. Zdobyła trzy medale na mistrzostwach panamerykańskich, srebro w 2003. Brązowa medalistka na igrzyskach Ameryki Środkowej i Karaibów w 2002 roku.